# Evoluzione del cavallo

Evoluzione del cavallo; è rappresentata la ricostruzione delle specie fossili ottenute dai successivi livelli stratigrafici. I diagrammi dei piedi sono tutti visioni frontali dell'anteriore sinistro. Il terzo metacarpale è disegnato in dettaglio. I denti sono rappresentati in sezione longitudinale. Si noti che gli animali rappresentati sono solo alcun esempi selezionati - l'evoluzione dei cavalli non è stata assolutamente un processo lineare. Vedi la voce per i particolari

L'evoluzione nella struttura dei denti, gli arti con numero di dita dispari, l'evidente mobilità del labbro superiore, e altre caratteristiche legano il cavallo alla linea evolutiva dei mammiferi con dita dispari e fornite di zoccolo: i Perissodattili. I tapiri e i rinoceronti rimasero adattati al loro stile di vita originario, conservando una corporatura adatta alla vita nelle foreste tropicali, ma la linea evolutiva del cavallo si adattò particolarmente alla vita nelle condizioni climatiche molto più severe della steppa.
È sempre appartenuto alla famiglia degli equini 

## Un solo zoccolo duro
I primi antenati del cavallo camminavano su più dita allargate, un adattamento alla vita trascorsa sul suolo molle ed umido delle foreste primordiali. Man mano che il territorio diventava più secco, cominciarono ad apparire le steppe, e con loro numerosi predatori delle terre asciutte. Questo a sua volta costrinse i progenitori del cavallo ad acquisire una maggiore velocità per sopravvivere. La capacità di correre più velocemente fu acquisita con l'allungamento degli arti e con il sollevamento di alcune dita dal suolo, portando sempre più peso sul più lungo delle dita, il medio. Su suolo duro, usando un solo dito ed equipaggiato nell'ultimo passaggio evolutivo con uno zoccolo, il cavallo fu in grado di raggiungere velocità elevate.

## Evoluzione
L'evoluzione dei predecessori a dita dispari fino agli attuali cavalli a dito singolo è documentata in Nordamerica, dove sono stati scoperti molti fossili ben conservati di questi animali. Gli zoologi hanno potuto ricostruire un quadro più completo dell'evoluzione del cavallo rispetto a quello di qualsiasi altro animale.

### I primi equini
La serie evolutiva del cavallo inizia nel basso Eocene, con una specie chiamata  Sifrhippus; questa specie era davvero minuscola, e si suppone che alcuni esemplari adulti raggiungessero la taglia di un attuale gatto domestico. Un altro equide simile ma più conosciuto è Eohippus, di poco più recente. Questo "cavallo" era circa della grandezza di una volpe, e aveva varie caratteristiche che ricordano i suoi predecessori più antichi: una testa relativamente corta, 44 denti con molari irregolari, smussati e robusti, una schiena elastica ed arcuata e l'articolazione del garretto ancora bassa sul piano del suolo. Le gambe erano relativamente lunghe, mostrando chiaramente l'inizio di un adattamento per ottenere una maggiore velocità. Gli arti anteriori avevano cinque dita, solo quattro delle quali fornite di un piccolo zoccolo; il quinto dito era sollevato dal suolo. I posteriori avevano tre dita su cinque fornite di piccoli zoccoli, mentre il primo e il quinto dito non toccavano terra. Altri animali simili a questi "cavalli" primitivi, ma in realtà posti su una differente linea evolutiva, furono il nordamericano Hyracotherium e l'europeo Propalaeotherium.
Tabella dell'evoluzione del cavallo
Durante l'Eocene, Eohippus e Sifrhippus si suddivisero in più rami; si trattava di animali della grandezza di un piccolo cane  (da 250 a 450 mm di altezza). Numerosi scheletri fossilizzati completi di questi animali sono stati trovati negli strati eocenici del Nord America, soprattutto nel bacino del Wind River in Wyoming, ma anche in Europa, con il genere Pliolophus. I fossili dei discendenti di Propalaeotherium, come Plagiolophus e Palaeotherium, invece sono stati trovati solo in Europa; questa linea evolutiva non ha lasciato ulteriori discendenti.
Orohippus, il successore di Eohippus, comparve nel medio Eocene; altri animali affini erano Protorohippus e i successivi Haplohippus ed Epihippus. Questi animale erano ancora molto simili a Eohippus; di poco più grandi, ma con corpo più snello, testa allungata, anteriori più snelli e posteriori più lunghi, tutte caratteristiche di un buon saltatore. Le dita più esterne di Eohippus non sono più presenti in  Orohippus; invece, su ogni anteriore ci sono quattro dita e su ogni posteriore tre dita, e il primo dei premolari era minuscolo.

### Cambiamenti climatici
Nelle prime fasi dell'Oligocene, l'ambiente nordamericano stava cambiando. A causa del clima caldo e secco, le foreste si stavano trasformando in pianure coperte di erba e di vari tipi di cespugli. In alcune aree. queste pianure erano coperte di sabbia; un tipo di paesaggio, quindi, che somigliava all'attuale prateria.
L'inizio dell'Oligocene è caratterizzato dalla presenza di Mesohippus, che a quel tempo era uno dei mammiferi più comuni nel Nord America. Mesohippus camminava su tre dita, sia negli anteriori che nei posteriori. Il terzo dito era più forte degli altri, e quindi più pesante. Il primo e il quinto dito erano ancora presenti, ma erano molto piccoli. A giudicare dai suoi lombi sottili, il  Mesohippus, che era alto circa 500 mm, era un animale veloce.
Fra la fine dell'Oligocene e l'inizio del Miocene, Mesohippus evolse in una specie conosciuta come Miohippus. Miohippus aveva alcune parti del corpo più grandi dei predecessori. La sua evoluzione si è biforcata, con uno dei rami adattato alla vita nelle foreste primordiali, mentre l'altro rimaneva adattato alla vita nella prateria. La specie adatta alla vita nella foresta portò alla nascita di Kalobatippus, nella quale il secondo e il terzo dito si allungarono di nuovo per agevolare il movimento sul suolo morbido della foresta. Kalobatippus riuscì a spostarsi in Asia attraverso lo Stretto di Bering, e da là raggiunse l'Europa, dove diede origine a una forma nota come Anchitherium. Si pensa che in Nordamerica Kalobatippus si sia evoluto in una specie nota coma Hypohippus, che si estinse all'inizio del Pliocene.
Da Miohippus rimasto nelle steppe sorse in Nord America Parahippus. Questo piccolo "cavallo" aveva le dimensioni di un piccolo pony, con cranio allungato e una struttura facciale simile al cavallo attuale. Il terzo dito diventò più forte e più grande, e portava quindi la gran parte del peso del corpo. I suoi quattro premolari sembravano i molari e il primo quasi scomparve. Gli incisivi di Parahippus, come quelli dei suoi predecessori, avevano una corona come quelli umani; tuttavia, gli incisivi superiori avevano una traccia di una stretta doccia.

### Equini evoluti
A metà del Miocene, apparve Merychippus, che seguiva il Parahippus. Merychippus, "rosicchiando" piante erbacee sulla dura steppa, diventò relativamente più lungo. Aveva anche molari più voluminosi dei predecessori. I posteriori, relativamente corti, avevano ancora le dita laterali fornite di piccoli zoccoli, nonostante che probabilmente toccassero il terreno solo durante la corsa. Dalle numerose varietà di Merychippus evolsero tre nuovi tipi di equide: Hipparion, Protohippus e Pliohippus.
Per quanto riguarda la taglia, il più divergente dei tre era l'Hipparion. La maggiore differenza era nella struttura dello smalto dei denti. In confronto con gli altri equidi, il lato interno, o linguale, aveva un parapetto completamente isolato. Sulle sue gambe sottili, Hipparion aveva tre dita con piccoli zoccoli, ma quelle laterali non toccavano il suolo. Le specie americane di Hipparion, conosciute anche sotto il nome di Neohipparion, diedero origine poi a molti tipi di equidi che riuscirono a migrare in Asia e in Europa durante il Pliocene (gli Hipparion europei differivano dall'Hipparion americano per la taglia minore); il più noto giacimento di questi fossili è nei dintorni di Atene. Lo scheletro completo e ben conservato di Hipparion nordamericano mostra un animale della taglia di un pony. Erano molto snelli, simili ad antilopi. Erano ben adattati alla vita nella prateria secca. Secondo le ricerche più recenti, non si tratta di progenitori diretti del cavallo. A parte le differenze nella forma della testa, i cavalli, gli asini e le zebre attuali differiscono poco per la struttura dei denti e lo scheletro. Il ramo di Protohippus, ritenuto la linea da cui discende direttamente il cavallo moderno, si estinse nel Pliocene.  Sopravvisse invece il ramo costituito da Pliohippus. Aveva ancora dita accessorie lunghe su entrambi i lati dello zoccolo, ma dall'esterno erano appena visibili come monconi callosi. Le gambe lunghe e snelle del  Pliohippus ne fanno un veloce animale delle steppe. Pliohippus divenne Plesippus e poi Dinohippus, e un'ulteriore evoluzione che generò il vero Equus avvenne durante il Pliocene superiore.

### Migrazione in Asia ed Europa
È ancora incerto come questi cavalli abbiano potuto raggiungere l'Europa dalla loro sede di origine in Nord America.
Alla fine del Pliocene, il clima nordamericano cominciò a raffreddarsi in modo significativo. Gli animali furono costretti a migrare a sud. Una parte dei  Plesippus sfuggì in Sud America, e gli altri attraversarono lo Stretto di Bering raggiungendo l'Asia e l'Europa. Una parte rimase anche nella zona più meridionale del Nord America. Per cinque volte, una glaciazione si estese e si ritirò in Nord America e in Europa.  Naturalmente questo richiese vari millenni, e si stima che dall'Era glaciale (il Quaternario) ad oggi sia trascorso circa un milione di anni.
La specie più antica di vero cavallo, chiamato Equus stenonis, fu scoperto in Italia, e si ritiene originato dal  Plesippus fra la fine del Terziario e l'inizio del Quaternario. Equus stenonis evolse rapidamente in due rami, uno più leggero ed uno più pesante.

### Estinzione in America
In Sud America Plesippus si stava evolvendo in un animale chiamato Hippidion. Hippidion aveva gambe relativamente corte, con un naso particolarmente lungo. Continuò a vivere a lungo nelle pampa sudamericane, ma alla fine si estinse. Anche tutti gli altri cavalli nordamericani si estinsero, forse a causa di qualche malattia infettiva; tuttavia si sostiene che gli uomini possano averli cacciati fino all'estinzione, poiché la comparsa dell'uomo in America (circa 15.000 anni fa) è avvenuta approssimativamente nello stesso periodo dell'estinzione della maggior parte degli altri grandi mammiferi americani.
La forma originale di cavallo nordamericano  recente è chiamato Equus scotti e non era molto diverso dalla forma europea; tuttavia, alcuni tipi superavano in grandezza (Equus scotti var. giganteus) il cavallo moderno.  E. scotti era autoctono del Nord America e probabilmente si è evoluto da precedenti equidi nordamericani più simili a zebre all'inizio dell'epoca del Pleistocene.
La specie potrebbe aver attraversato dal Nord America all'Eurasia attraverso il ponte terrestre di Bering durante il Pleistocene. La specie si estinse alla fine dell'ultima era glaciale nell'estinzione su larga scala della megafauna nel Pleistocene. Fu tra le ultime specie di cavalli autoctoni nelle Americhe fino alla reintroduzione del cavallo circa 10.000 anni dopo, quando i conquistadores portarono i cavalli moderni nel Nord e nel Sud America intorno al XVI secolo.
La specie fu individuata per la prima volta a Rock Creek, Texas, Stati Uniti, dove sono stati recuperati più scheletri. Un ritrovamento fossile strettamente correlato di Equus bautistensis è avvenuto in California  , che si è rivelato essere una forma leggermente più primitiva di E. scotti.  Nel Rock State Park nello Utah (Stati Uniti d'America) esiste un pannello roccioso scolpito con una delle più grandi collezioni conosciute di petroglifi tra cui alcuni uomini a cavallo armati di arco. Questi  petroglifi  risalgono al 1.200 a.C., cioè ben prima della scoperta delle Americhe, e sono attribuiti al popolo Anasazi, da cui discendono gli odierni Hopi, Navajo e Mohave.
La presenza di fossili equini nelle Americhe si estende verso sud fino al sito megalitico del Parco Nazionale di Pali Aike in Cile.

## I cavalli in Nord e Sud America in epoca storica
Alla fine del XV secolo, quando i primi europei raggiunsero l'America, non c'erano cavalli. I conquistatori importarono nelle Americhe i precursori di tutti i cavalli americani. I cavalli sfuggiti e il bestiame si inselvatichirono nelle praterie e formarono grandi branchi, per essere in seguito ricatturati e addomesticati.

## La comparsa del veroEquus

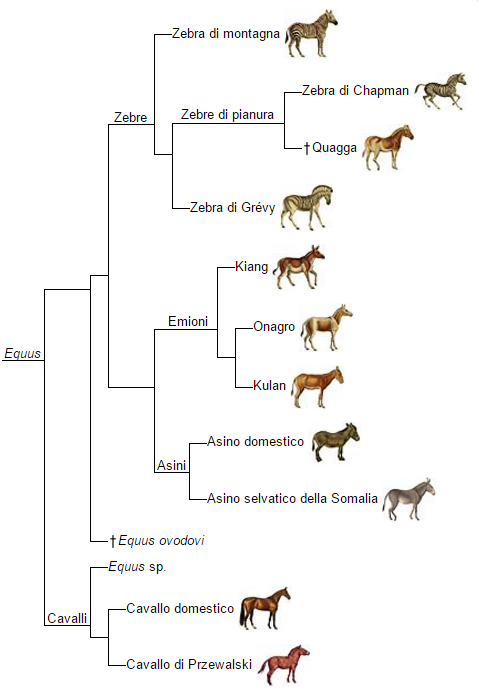
Albero filogenetico del genere Equus

Il vero cavallo cammina solo sulla punta del terzo raggio, unità funzionale costituita dal terzo osso metatarsale e dal terzo osso cuneiforme, con il sostegno dei raggi laterali, come facevano i loro predecessori. Lo scheletro mostra un'evidente atrofia della porzione terminale dei metacarpi e dei metatarsi laterali, che persistono come strutture vestigiali, chiamate comunemente ossicini. Sono i residui del secondo e del quarto raggio. Spesso si pensa che gli ossicini del cavallo moderno non abbiano alcuna funzione, ma in realtà svolgono ancora un importante ruolo di supporto delle articolazioni carpali (il ginocchio degli anteriori) e tarsali (il garretto dei posteriori).
L'occasionale nascita di puledri con tre raggi forniti di zoccolo è conosciuta. Questo fenomeno è noto come atavismo filogenetico, causato dall'arresto di sviluppo in una determinata fase dell'embriogenesi
Durante la filogenesi, i denti del cavallo mostrarono modifiche significative. Il tipo originale di dente onnivoro, con molari corti e arrotondati, caratteristici dei primi elementi della linea evolutiva, si trasformarono progressivamente nei denti comunemente osservati negli erbivori. I molari si trasformarono in denti allungati (fino ai 10 cm), a sezione pressoché quadrata, con una superficie masticatoria piatta. Parallelamente alle trasformazione dei denti, il cavallo mostrò anche un allungamento della parte facciale del cranio, accompagnata da uno spostamento all'indietro delle cavità orbitali. Inoltre, il collo relativamente corto degli antenati del cavallo si allungò, parallelamente all'allungamento delle gambe, a causa dell'adattamento a procurarsi il cibo brucando nelle praterie. Alla fine, il corpo crebbe in dimensioni, non solo per l'abbondanza di cibo, ma anche per l'aumento della sua varietà.
Studi recenti di un gruppo di genetisti guidati da C. Vila indicano che la linea del cavallo si separò da quello dell'asino e della zebra da 2 a 4 milioni di anni fa. Equus ferus, la specie progenitrice di  Equus caballus, comparve da 630.000 a 320.000 anni fa. Equus caballus fu ottenuto dall'allevamento selettivo prolungato di molte sottospecie di Equus ferus in Eurasia. I dettagli di questo processo sono un obiettivo corrente per le ricerche degli archeologi e dei genetisti.